# Archipterigio

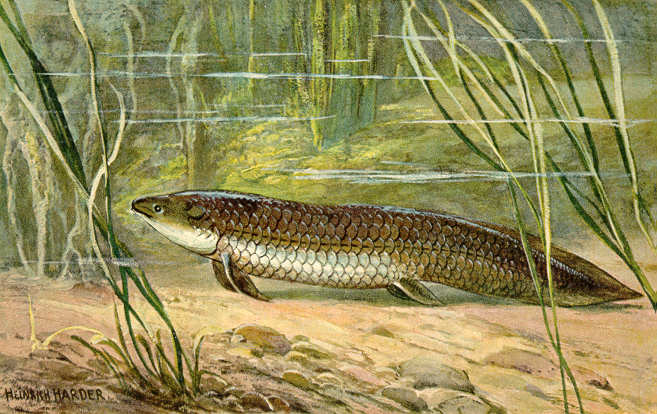
Un pesce dipnoo del genere Ceratodus: provvisto di archipterigi

L'archipterigio è un tipo di pinna carnosa sviluppatasi tra i pesci ossei Sarcopterigi del Devoniano circa 380 milioni di anni fa. Si riteneva che da questo tipo di pinna si siano evoluti gli arti delle prime specie anfibie e, per estensione, di tutti i Tetrapodi.
Più recentemente si ritiene più verosimilmente che i veri antenati dei Tetrapodi siano i Ripidisti, che posseggono appendici pari più simili agli arti dei primitivi Tetrapodi.
La pinna ad archipterigio monoseriata è simmetrica lungo un asse centrale ed è sostenuta da una struttura ossea segmentata in cui i singoli elementi presentano una caratteristica disposizione piramidale: a partire dall'articolazione con il resto del corpo si trovano un osso (pterigioforo) centrale singolo (omologo dell'omero o del femore) seguito da una singola coppia di ossa (omologhi delle coppie ulna/radio e tibia/perone) a sua volta collegata ad una serie di ossa più piccole (omologhi delle ossa della mano e del piede). Particolare importante, nella pinna archipterigia gli omologhi delle falangi non sono ancora sviluppati, e le parti terminali della struttura ossea sono occupate da una serie di raggi non segmentati.
La pinna ad archipterigio non consente ancora al pesce di sostenere il proprio peso sulla terraferma, in quanto la disposizione della muscolatura e delle ossa che sostengono l'arto si trova ancora concentrata in prossimità dell'articolazione tra l'arto e il resto del corpo del pesce. La successiva evoluzione della pinna ad archipterigio, con l'allungarsi delle ossa e della muscolatura verso le estremità dell'arto, e la successiva formazione delle falangi, consentiranno di sostenere il peso del corpo in modo più efficace. 
Si ritiene che la pinna ad archipterigio si sia sviluppata in pesci sarcopterigi che vivevano in acque stagnanti e poco profonde, antenati di parte dei pesci dipnoi e dei crossopterigi più evoluti. Un celebre fossile che presenta questo tipo di pinna è Eusthenopteron (un crossopterigio Ripidista).
Attualmente in tutto il mondo animale la pinna archipterigia è posseduta solo da due delle tre specie superstiti di pesci dipnoi: quelli africani e quelli australiani. I dipnoi sudamericani, invece, possiedono delle più primitive pinne più lunghe e filiformi.